# مطار ميمينجين
مطار ميمينجين (بالإنجليزية: Memmingen Airport) (إياتا: FMM، إيكاو: EDJA) هو مطار دولي يقع في منطقة شوابيا من ألمانيا.

## شركات الطيران والوجهات

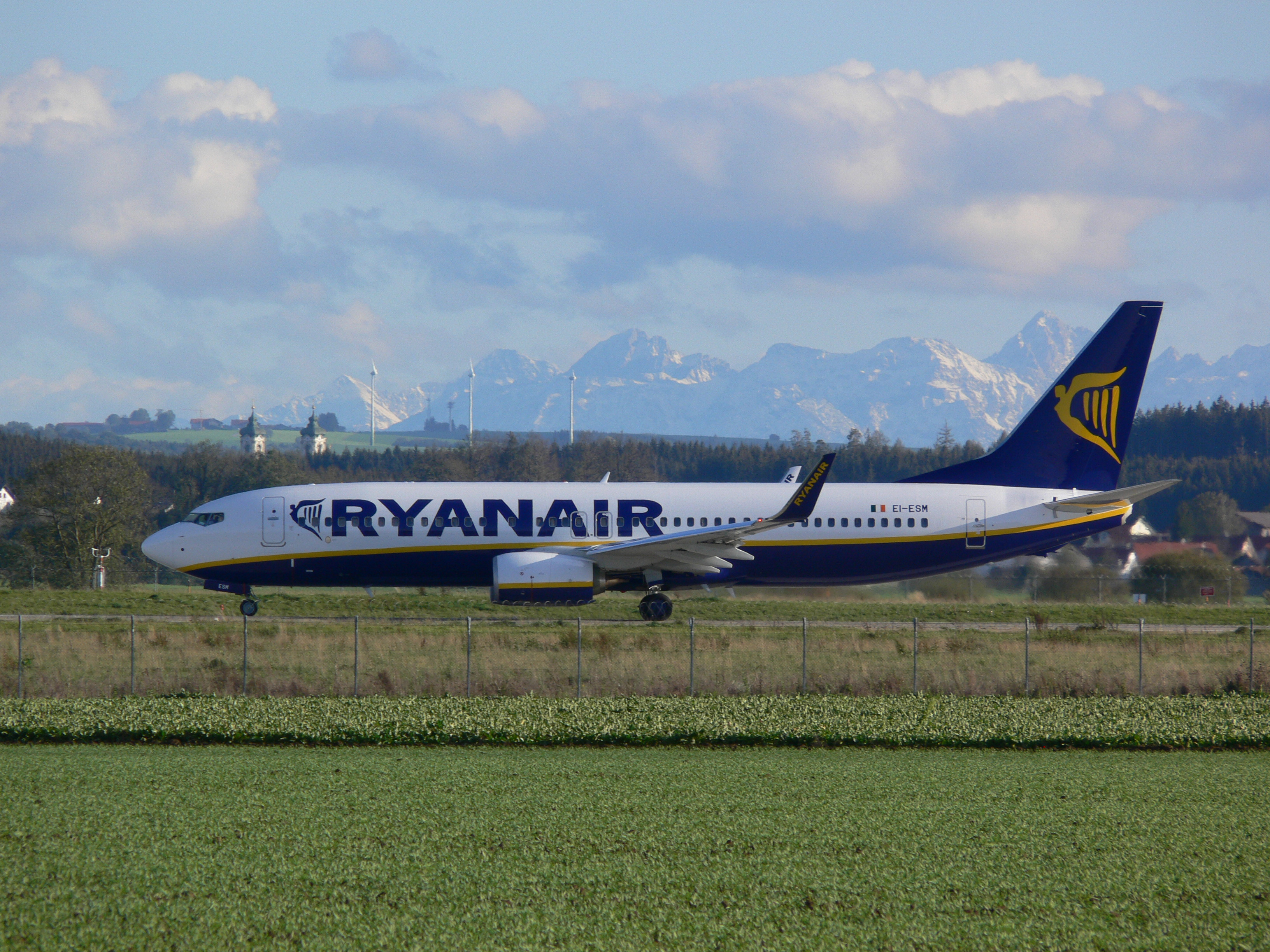
طائرة من طراز بوينغ 737 تابعة لرايان إير في مطار ممينغن، ألمانيا (2012)

تقوم شركات الطيران التالية بتشغيل رحلات منتظمة وموسمية وعارضة في مطار ميمينجين:
| شركـات طيـران     | الوجهات |
| ----------------- | --- |
| طيران إيجيان      | موسمي عارض: Heraklion |
| Avanti Air        | موسمي عارض: Calvi |
| Corendon Airlines | مطار الغردقة الدولي موسمي: مطار أنطاليا |
| يورو وينجز        | موسمي: مطار ميورقة |
| رايان إير         | مطار أليكانتي، Banja Luka، مطار دبلن الدولي، مطار فارو، Fuerteventura، Lamezia Terme، مطار لندن ستانستد، مطار مالقة الدولي، مطار باليرمو الدولي، مطار ميورقة، Paphos، مطار أبروتسو الدولي، مطار بورتو الدولي، مطار ريغا الدولي، مطار ليوناردو دا فينشي، Santiago de Compostela، مطار صوفيا، مطار بن غوريون الدولي، Thessaloniki، مطار زغرب موسمي: Alghero، مطار الملكة علياء الدولي، Brindisi، مطار خانية الدولي ‏، Corfu، مطار جرندة كوستا برافا، مطار غران كناريا، مطار كراكوف، Lanzarote، مطار مالطا الدولي، مطار نابولي، مطار بيزا الدولي، مطار تينيريفي الجنوبي، مطار بلنسية، مطار زادار |
| Trade Air         | موسمي عارض: مطار بريشتينا الدولي |
| ويز للطيران       | مطار نيكولا تسلا في بلغراد، مطار هنري كواندا الدولي، مطار كاتانيا-فونتاناروسا، مطار كلوج نابوكا الدولي، Kutaisi، مطار ياش الدولي، مطار قسطنطين الأكبر في نيش، Ohrid، Plovdiv، مطار بودغوريتسا الدولي، مطار بريشتينا الدولي، مطار ليوناردو دا فينشي (تبدأ في 5 سبتمبر 2023)، مطار سيبيو الدولي، مطار سكوبية الدولي، مطار صوفيا، مطار سوسيفا، Târgu Mureș، مطار ترايان فويا الدولي، مطار تيرانا الدولي، Tuzla، Varna موسمي: مطار كوكس الدولي زايد |

## الإحصائيات
|      | الركاب      |
| ---- | ----------- |
| 2008 | 462،000     |
| 2009 | ▲ 810،000   |
| 2010 | ▲ 911،609   |
| 2011 | ▼ 764،782   |
| 2012 | ▲ 869،937   |
| 2013 | ▼ 838،971   |
| 2014 | ▼ 750،000   |
| 2015 | ▲ 883،490   |
| 2016 | ▲ 996،714   |
| 2017 | ▲ 1،179،875 |
| 2018 | ▲ 1،492،553 |
| 2019 | ▲ 1،722،764 |
| 2020 | ▼ 690،780   |
| 2021 | ▲ 980،503   |
| 2022 | ▲ 1،991،208 |